# Craig Boreham
Craig Boreham ist ein australischer Filmregisseur und Drehbuchautor.

## Leben
Craig Boreham ist Absolvent der University of Technology, Sydney (UTS) und der Australian Film Television and Radio School (AFTRS).
Am Anfang seiner Karriere drehte er hauptsächlich queere Kurzfilme. Sein Kurzfilm Transient feierte im Februar 2005 bei der Berlinale seine Premiere und war hier für den Teddy Award nominiert.
Sein Spielfilmdebüt Teenage Kicks, mit Miles Szanto und Daniel Webber in den Hauptrollen, wurde 2016 bei dem Sydney Film Festival uraufgeführt. Der Guardian beschrieb ihn hiernach als „eine starke neue Stimme im australischen Queer-Kino“. Borehams zweiter Spielfilm Lonesome feierte im April 2022 beim Seattle International Film Festival seine Premiere und soll im Januar 2023 in die deutschen Kinos kommen.
Boreham lebt und arbeitet in Sydney.

## Filmografie
- 2005: Transient (Kurzfilm, Regie und Drehbuch)
- 2008: Love Bite (Kurzfilm, Regie und Drehbuch)
- 2009: Drowning (Kurzfilm, Regie und Drehbuch)
- 2011: Blue Monday (Kurzfilm, Regie und Drehbuch)
- 2011: Ostia – La notte finale (Kurzfilm, Regie und Drehbuch)
- 2012: Gay4Pay (Kurzfilm, Regie und Drehbuch)
- 2016: Teenage Kicks (Regie und Drehbuch)
- 2022: Lonesome (Regie)
- 2022: The Kicked Dog (Kurzfilm, Regie und Drehbuch)

## Auszeichnungen
Australian Directors Guild Award
- 2017: Nominierung für die Beste Regie (Teenage Kicks)[7]
- 2022: Nominierung für die Beste Regie – Feature Film mit einem Budget unter 1 Million Dollar (Lonesome)[8]

Sydney Film Festival
- 2016: Nominierung für den Publikumspreis – Narrative Feature (Teenage Kicks)[7]